# 门希古特
门希古特（德語：Mönchgut）是德国梅克伦堡-前波美拉尼亚州的市镇，隶属于前波美拉尼亚-吕根县，总面积为20.68平方千米，截至2020年总人口为1360人。